# Jeep Compass (2016)
La seconda generazione della Jeep Compass è un'autovettura di segmento C prodotta dalla casa automobilistica statunitense Jeep a partire dal 2016 sostituisce la prima generazione.

## Profilo e storia

### Contesto
A seguito dell'acquisizione del marchio Chrysler, della cui galassia faceva parte anche la Jeep, da parte di FIAT avvenuto nel 2009, il gruppo ha iniziato un progressivo svecchiamento ed avvicinamento alle esigenze europee del marchio Jeep. I primi modelli a vedere la luce da questa sinergia sono stati la Cherokee del 2013 e successivamente la Renegade del 2014. Per coprire meglio il segmeno C del mercato dei SUV, nel 2016 la Jeep ha deciso di lanciare una seconda serie della Compass, che si distaccava totalmente dalla serie precedente, sia dal punto di vista estetico che da quello meccanico.
La seconda serie della Compass (nome in codice MP) è stata presentata alla fine del 2016 ed è stata posta in vendita all'inizio dell’anno successivo; l'auto è basata sul pianale Small US Wide condiviso con la Jeep Renegade, di cui condivide la meccanica con un passo di 7 cm e una lunghezza totale di 15 cm in più.
Inizialmente la Compass veniva prodotta esclusivamente presso lo stabilimento messicano di Toluca, successivamente la produzione si è diffusa in altri 4 stabilimenti: Italia (Melfi), Brasile (Goiana) per il mercato sud americano, India (Pune) per il mercato locale e per tutti i mercati con guida a destra, Cina (Canton) per la Cina e il mercato sud-est asiatico. Lo stabilimento di Toluca continua a produrre i veicoli destinati al mercato nord americano.

### Debutto
Ha debuttato il 27 settembre 2016 in Brasile (dove viene prodotta inizialmente nello stabilimento FCA di Goiana, nello stato brasiliano di Pernambuco) e al Los Angeles International Auto Show nel mese di novembre 2016, sostituendo contemporaneamente la Jeep Patriot e la Compass prima generazione.
Dopo l’avvio della produzione brasiliana la nuova serie inizia a essere prodotta anche in Messico nello stabilimento FCA di Toluca per essere esportata globalmente, mentre da metà 2017 parte la produzione anche degli esemplari con guida a destra prodotti esclusivamente nello stabilimento FCA India di Pune. In Cina la vettura viene assemblata per il mercato locale nella fabbrica di Canton tramite la joint venture tra FCA e GAC Motor.

### Design
Nonostante le due automobili abbiano meccanica ed elettronica in comune, l'estetica si allontana da quella della Jeep Renegade, riprendendo lo stile della più grande Grand Cherokee, con una carrozzeria più morbida e rotonda. La calandra anteriore è caratterizzata dalle classiche 7 feritoie verticali del costruttore americano, che qui sono di dimensioni ridotte rispetto agli altri modelli della casa. Anche l'interno si distacca molto dal design della Renegade, ispirato alla Wangler, avendo un look più ordinato ed elegante. In occasione del MY2020 viene aggiornato il disegno dei cerchi in lega della versione Longitude.

### Versioni
La Compass è disponibile in sei allestimenti: Sport, Longitude, Business, Night Eagle, Limited e la versione l'off road Trailhawk. Tutte le versioni sono disponibili con trazione anteriore o dotata di quattro ruote motrici, con l'eccezione della Trailhawk che è disponibile solo in configurazione 4WD.
Nel corso del 2018 ad agosto viene sostituito il M.Y. 2018 che era omologato secondo la normativa europea Euro 6B con Il M.Y. 2019 che viene omologato secondo la normativa europea Euro 6D-temp con l'aggiunta sui motori diesel del filtro di post trattamento dei gas di scarico SCR e l'aggiunta dell'additivo AD Blue, viene inoltre spostato lo scarico per fargli posto da destra a sinistra, inoltre vengono rivisti gli allestimenti rimanendo invariati nelle denominazioni con l'aggiunta di accessori nelle versioni minori.
Nel 2019 è stata presentata la versione "S" che offre cerchi da 19″ specifici Low Gloss Granite Crystal, pelle nera con impunture in tinta tungsteno e cornice della consolle centrale Gun Metal anodizzato.
Nel maggio 2020 parte la produzione della Compass presso lo stabilimento SATA di Melfi; in Italia vengono prodotti tutti i modelli destinati ai mercati europei,

### Meccanica
Le motorizzazioni disponibili sono un 1,4 litri benzina Multiair Turbo da 140 CV (con cambio manuale e trazione anteriore) e 170 CV (con cambio automatico a 9 rapporti e trazione integrale) e due diesel 1,6 da 120 CV e 2,0 litri rispettivamente con 140 e 170 CV della famiglia Multijet II.
Nel 2017 è stata sottoposta nuovamente ai crash test dell'Euro NCAP, raggiungendo il risultato di 5 stelle.
Nel corso del 2020 vengono sostituite quasi tutte le motorizzazioni. In particolare, con l'introduzione del MY2020 e lo spostamento della produzione europea a Melfi, vengono introdotti i nuovi motori FireFly da 1.3 Turbo in sostituzione degli ormai vecchi 1.4 Fire, questi motori vengono anche venduti in versioni ibride plug-in denominate 4xe che abbinano al 1.3 Turbo delle versioni a benzina un modulo elettrico che garantisce la trazione integrale e innalza la potenza a 190 ed a 240 CV in base alla versione.

#### Motorizzazioni
| Modello                                                           | Disponibilità          | Motore  | Cilindrata (cm³) | Potenza       | Coppia max (Nm) | Emissioni CO2 (g/km) | 0–100 km/h (secondi) | Velocità max (km/h) | Consumo medio (km/l) |
| 1.4 MultiAir 2 2WD (Euro 6D-temp)                                 | dal 07/2017 al 06/2020 | Benzina | 1368             | 103 kW/140 CV | 230             | 155                  | 9,8                  | 192                 | 14,7                 |
| 1.4 MultiAir 2 4WD (Euro 6D-Temp) Automatico 9 rapporti           | dal 07/2017 al 06/2020 | Benzina | 1368             | 125 kW/170 CV | 250             | 190                  | 9,5                  | 200                 | 12,1                 |
| 1.3 FireFly MultiAir 2 2WD Cambio manuale (Euro 6D-Final)         | dal 06/2020            | Benzina | 1332             | 95 kW/130 CV  | 270             | 155                  | 10,3                 | 192                 | 14,8                 |
| 1.3 FireFly MultiAir 2 2WD DDCT Cambio automatico (Euro 6D-Final) | dal 06/2020            | Benzina | 1332             | 110 kW/150 CV | 270             | 155                  | 9,1                  | 199                 | 14,8                 |
| 1.6 MultiJet 2 2WD (Euro 6D-temp)                                 | dal 07/2017 al 03/2021 | Diesel  | 1598             | 88 kW/120 CV  | 320             | 128                  | 11                   | 185                 | 20,9                 |
| 2.0 MultiJet 2 4WD (Euro 6D-temp) Cambio manuale                  | dal 07/2017 al 06/2020 | Diesel  | 1956             | 103 kW/140 CV | 350             | 138                  | 10,1                 | 190                 | 18,2                 |
| 2.0 MultiJet 2 4WD (Euro 6D-temp) Automatico 9 Rapporti           | dal 07/2017 al 06/2020 | Diesel  | 1956             | 103 kW/140 CV | 350             | 146                  | 9,9                  | 190                 | 16,1                 |
| 2.0 MultiJet 2 4WD (Euro 6D-temp) Automatico 9 rapporti           | dal 07/2017 al 06/2020 | Diesel  | 1956             | 125 kW/170 CV | 380             | 150                  | 9,5                  | 195                 | 15,8                 |
| 1.3 PHEV 4xe AT6                                                  | dal 06/2020            | Ibrida  | 1332             | 140 kW/190 CV | 270             | 44                   | 7,9                  | 184                 | 52,6                 |
| 1.3 PHEV 4xe AT6 (solo per gli allestimenti S e Trailhawk)        | dal 06/2020            | Ibrida  | 1332             | 176 kW/240 CV | 270             | 48                   | 7                    | 200                 | 47,6                 |

## Restyling 2021

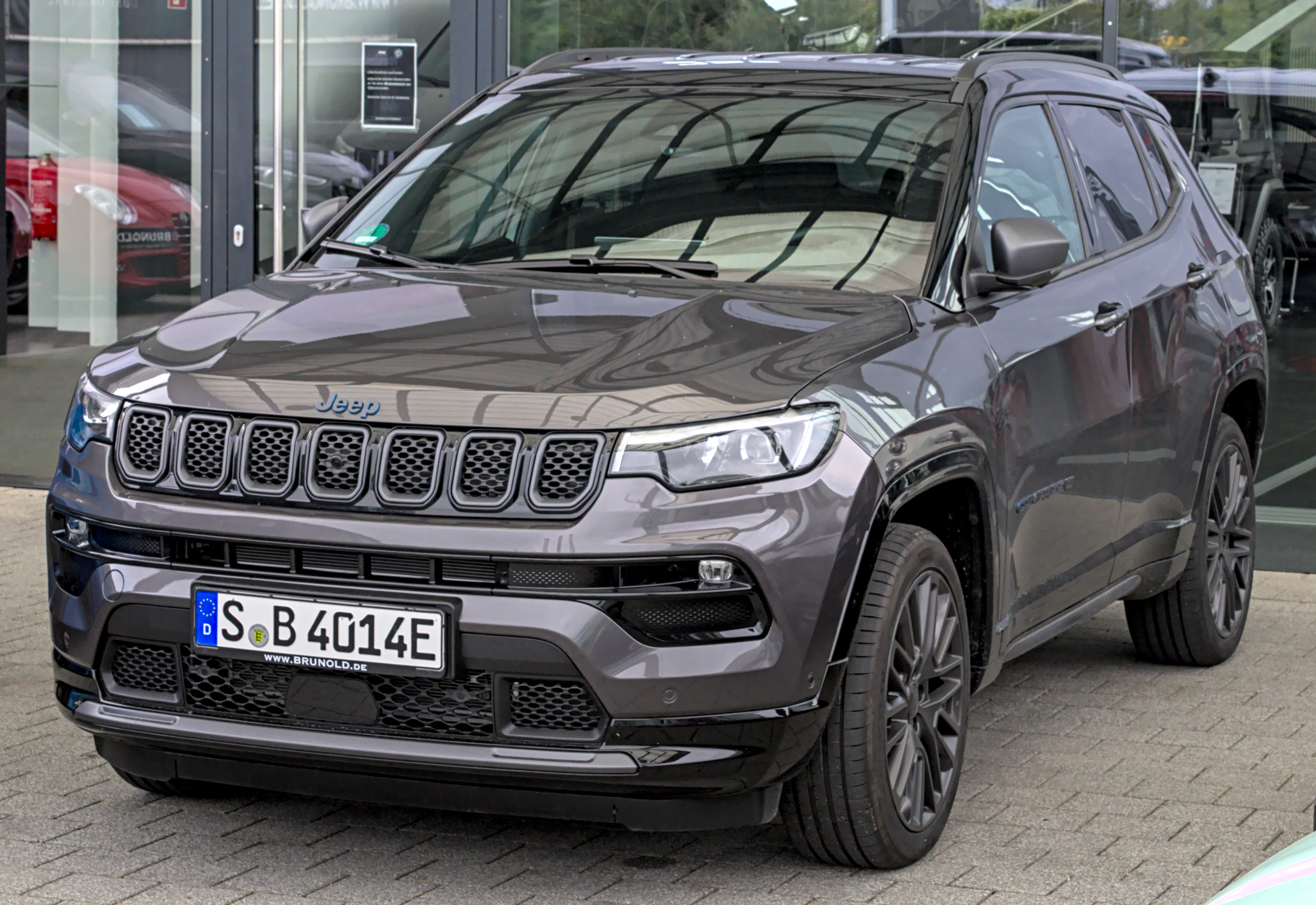
Restyling del 2021

Verso la fine del 2020 viene svelata la nuova versione della Jeep Compass destinata al mercato cinese. Successivamente, nel gennaio 2021, in concomitanza con l'allestimento celebrativo 80th Anniversary, viene presentato il restyling della Jeep Compass per il mercato europeo. La vettura viene ufficialmente resa disponibile alle vendite a partire dal marzo/aprile dello stesso anno.

### Design
All'esterno si notano nuovi paraurti sia anteriormente che posteriormente, nuovi fari più sottili con nuove luci diurne a LED di tre differenti tipi per la versione Longitude senza luce guida e con fanale a riflettore, per la versione Limited con luce guida e fanale a riflessione, per la S con luce guida e fanali a proiettore molto più efficienti dei fanali delle altre versioni, e le feritoie della calandra ristilizzate che integrano i sensori dei nuovi ADAS. Gli interni accolgono un nuovo infotaiment da 10,1" integrato nel nuovo cruscotto ridisegnato. In aggiunta è presente anche un nuovo volante squadrato, adottato anche dalla nuova Jeep Grand Cheerokee, e un nuovo cockpit digitale. Anche il disegno dei cerchi in lega viene completamente rivisto.

### Versioni
Le versioni disponibili della nuova Compass 2021 sono le seguenti: Longitude come versione d'accesso, Night Eagle versione che sostituisce le cromature con un look total black, Limited che da versione top diventa un allestimento intermedio ed infine S che diventa il nuovo allestimento top di gamma.

### Tecnologia
La vettura viene dotata di nuove dotazioni tecnologiche che aggiornano sia la sicurezza che la funzionalità. In particolare, all'interno viene introdotto un display da 10.25" che sostituisce i classici indicatori a lancette del cruscotto. Il sistema di infotainment viene totalmente aggiornato adottando lo uConnect di ultima generazione (la quinta) adesso disponibile nella doppia versione da 8.4" e da 10.1". Viene inoltre aggiunta la possibilità di dotare l'auto di una videocamera a 360 gradi.

### Meccanica
Le principali modifiche tecniche introdotte con il restyling del 2021 riguardano l'aggiornamento del motore diesel da 1.6 (unico rimasto in listino già dal 2020) che passa da 120 a 130cv diventando anche Euro6D, 6.2, 6.4. Inoltre nel corso del 2022 viene introdotto un nuovo motore mildHybrid a benzina, basato sempre sul FireFly, ma con dimensione maggiorata a 1469 centimetri cubici) accoppiato esclusivamente ad un nuovo cambio automatico a 7 marce. Il nuovo motore dispone di un secondo motore elettrico a 48v che aggiunge, in determinate occasioni, fino a 20cv e 135Nm di coppia massima al motore a benzina. Dall'allestimento My24 sono eliminate le versioni diesel e vengono lasciate in listino solo le versioni 1.3 4xe plug in hybrid da 190cv e 240cv e il 1.5 mild Hybrid da 130cv

#### Motorizzazioni
| Modello                                                                      | Disponibilità | Motore  | Cilindrata (cm³) | Potenza       | Coppia max (Nm) | Trazione | Emissioni CO2 (g/km) | 0–100 km/h (secondi) | Velocità max (km/h) | Consumo medio (km/l) |
| 1.3 FireFly MultiAir 2 2WD Cambio manuale (Euro 6D-Final)                    | dal 03/2021   | Benzina | 1332             | 95 kW/130 CV  | 270             | A        | 155                  | 10,3                 | 192                 | 14,8                 |
| 1.3 FireFly MultiAir 2 2WD DDCT Cambio automatico (Euro 6D-Final)            | dal 03/2021   | Benzina | 1332             | 110 kW/150 CV | 270             | A        | 155                  | 9,1                  | 199                 | 14,8                 |
| 1.6 Multijet 2 2WD (Euro 6D-Final)                                           | dal 03/2021   | Diesel  | 1598             | 96 kW/130 CV  | 320             | A        | 134 - 141            | 11                   | 190                 | 20,5                 |
| 1.3 PHEV 4xe AT6                                                             | dal 03/2021   | Ibrida  | 1332             | 140 kW/190 CV | 270             | I        | 44                   | 7,9                  | 184                 | 52,6                 |
| 1.3 PHEV 4xe AT6 (solo per gli allestimenti S e Trailhawk)                   | dal 03/2021   | Ibrida  | 1332             | 176 kW/240 CV | 270             | I        | 48                   | 7                    | 200                 | 47,6                 |
| 1.5 FireFly MultiAir 2 2WD MildHybrid DDCT cambio Automatico (Euro 6D-Final) | dal 05/2022   | Ibrida  | 1469             | 95 kW/131 CV  | 240             | A        | 155                  | 10                   | 193                 | 17,1                 |